# Maleján
Maleján és un municipi de la província de Saragossa situat a la comarca del Camp de Borja. El 2023 tenia 269 habitants.